# Museu Memorial de Caruaru
O Museu Memorial de Caruaru é um museu dedicado especialmente à história de Caruaru, cuja prédio está localizado na rua Duque de Caxias, 145, Nossa Sra. das Dores, naquela cidade, onde havia o antigo Mercado de Farinha. Está instalado em um prédio construído em 1924 e foi inaugurado em 1992 como Memorial da Feira. Segundo o pesquisador Josué Euzébio Ferreira, em 2009 ele foi reinaugurado como Memorial da Cidade de Caruaru e mantém sua função primordial de instituição destinada a preservar a memória e a história da cidade pernambucana. Além do acervo permanente, o museu possui espaço destinado a exposições temporárias